# Liste der Monuments historiques in Coincy (Moselle)
Die Liste der Monuments historiques in Coincy führt die Monuments historiques in der französischen Gemeinde Coincy auf.

## Liste der Bauwerke
| Bezeichnung       | Beschreibung                                                     | Standort                 | Kennzeichnung | Schutzstatus | Datum | Bild |
| ----------------- | ---------------------------------------------------------------- | ------------------------ | ------------- | ------------ | ----- | ---- |
| Domaine d’Aubigny | Schloss, 16. Jahrhundert, mit Wirtschaftsgebäuden und Parkanlage | südlich des Ortes (Lage) | PA00125534    | Inscrit      | 1993  |      |